# Massacro di Babij Jar

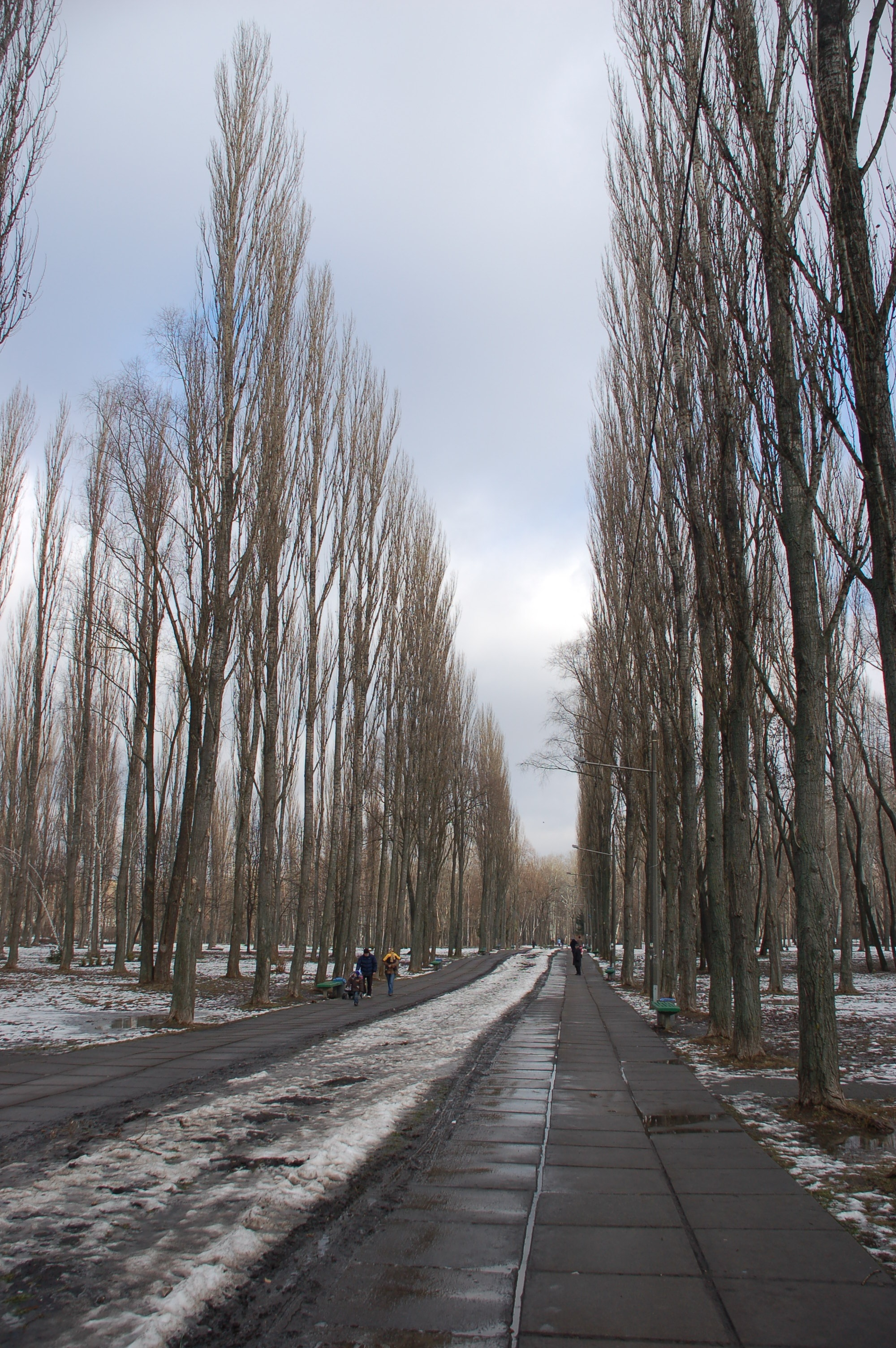
Un viale del Babij Jar

Babij Jar (in ucraino Бабин Яр?, Babyn Jar; riferito spesso con la denominazione in russo Бабий Яр?, Babij Jar) è un fossato nei pressi della città ucraina di Kiev. Il luogo è tristemente noto per essere stato, durante la seconda guerra mondiale, un sito di massacri ad opera dei nazisti e collaborazionisti ucraini ai danni della popolazione locale. Particolarmente documentato e noto fra tali massacri fu quello compiuto tra il 29 e il 30 settembre 1941, in cui trovarono la morte 33 771 ebrei di Kiev, secondo il dettagliato rapporto fatto da personalità e militari tedeschi. La decisione fu presa dal governatore militare e generale Kurt Eberhard, dal comandante della polizia del Gruppo d'armate Sud, dal SS-Obergruppenführer Friedrich Jeckeln, e dal comandante delle Einsatzgruppe C, Otto Rasch con l'aiuto dell'SD e di battaglioni delle SS, con l'appoggio della polizia ausiliaria ucraina. Fu uno dei tre più grandi massacri della storia dell'Olocausto, superato solo dal massacro della operazione Erntefest in Polonia, nel 1943, con più di 42 000 vittime, e dal massacro d'Odessa, con più di 50 000 ebrei assassinati nel 1941. La Shoah denomina l'eccidio come «massacro della gola di Babi Yar».

## Storia
La gola di Babij Jar fu citata la prima volta in resoconti storici nel 1401, in una relazione sulla sua vendita da una "baba" (una vecchia), una vivandiera che viveva presso il convento dei Domenicani.

## Il primo: Il più noto dei massacri a Babij Jar

### Prima del massacro

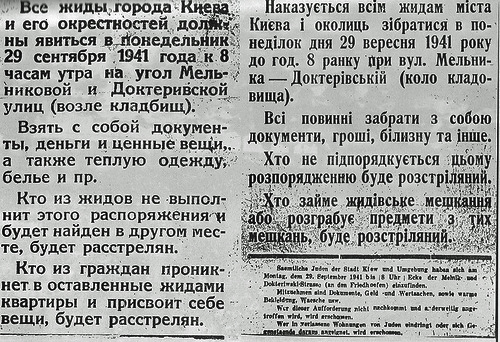
Manifesto del 28 settembre 1941 in tre lingue (russo, ucraino e tedesco) con cui si ordina a tutti gli ebrei di Kiev di radunarsi alle ore 8 del 29 settembre 1941 nel luogo designato nella città di Kiev.

I tedeschi raggiunsero Kiev il 19 settembre 1941. I partigiani e i servizi sovietici dell'NKVD avevano minato una serie di edifici nel centro della città, che fecero esplodere il 24 settembre, provocando centinaia di vittime fra le truppe tedesche e lasciando oltre 50 000 civili senza tetto.
A quel tempo, nella città risiedevano circa 60 000 ebrei; circa 100 000 erano fuggiti quando, a giugno dello stesso anno, i tedeschi avevano invaso l'Unione Sovietica.
Il 28 settembre vennero affissi per la città manifesti recanti la dicitura seguente:
Qualsiasi civile che entri negli appartamenti sgomberati per rubare sarà fucilato.»
Molti, inclusi i 60 000 ebrei della comunità ebraica di Kiev consistente in anziani, malati, bambini e donne, ovvero tutti coloro che non erano riusciti a fuggire prima dell'arrivo dei nazisti, pensarono che sarebbero stati deportati.
Già il 26 settembre, invece, in una riunione fra il comandante militare di Kiev, Generalmajor Eberhardt, l'ufficiale comandante l'Einsatzgruppe C, SS-Brigadeführer Otto Rasch, e l'ufficiale comandante il Sonderkommando 4a, SS-Standartenführer Paul Blobel, si era deciso di ucciderli come rappresaglia agli attentati del 24 settembre, ai quali gli ebrei erano peraltro estranei.

### Il massacro
Le modalità di esecuzione del massacro di Babij Jar sono simili a quelle messe in atto in quegli anni dai reparti speciali nazisti (Einsatzgruppen) e collaborazionisti locali anche in altre località dell'est europeo, come Ponary in Lituania, Liepāja e Rumbula in Lettonia, Bronna Góra in Bielorussia e Gurka Połonka in Ucraina.
Gli ebrei di Kiev si radunarono presso il cimitero, aspettando di essere caricati sui treni. La folla era tale che molti degli uomini, donne e bambini non capivano cosa stesse accadendo e, quando udirono il rumore delle mitragliatrici, era ormai troppo tardi per fuggire. Vennero condotti in gruppi di dieci attraverso un corridoio di soldati, come descritto da Anatolij Kuznecov:
(A. Kuznecov)
Gli ebrei furono obbligati a spogliarsi, picchiati se resistevano, infine uccisi con armi da fuoco sull'orlo del fossato. Secondo l'Einsatzbefehl der Einsatzgruppe Nr. 101, almeno 33 771 ebrei da Kiev e dintorni vennero trucidati a Babij Jar fra il 29 e il 30 settembre 1941: abbattuti sistematicamente con pistole mitragliatrici e le mitragliatrici Schwarzlose.
Esecutore del massacro fu l'Einsatzgruppe C, supportato da membri del battaglione Waffen-SS e da unità della polizia ausiliaria ucraina. La partecipazione di collaborazionisti a questi eventi, oggi documentata e provata, è tema di un pubblico e doloroso dibattito in Ucraina.

## Gli altri massacri
Si stima che almeno 100 000 persone trovarono la morte nella gola di Babij Jar. Fra i massacrati ci furono, oltre agli ebrei di Kiev, anche rom, fra cui molte donne, bambini e anziani, comunisti e prigionieri di guerra russi, tra i quali figuravano i marinai della Flotta del Mar Nero catturati durante la conquista di Sebastopoli.
A Babij Jar trovarono la morte anche numerosi nazionalisti ucraini, tra i quali la poetessa Olena Teliha.

## Occultare le prove

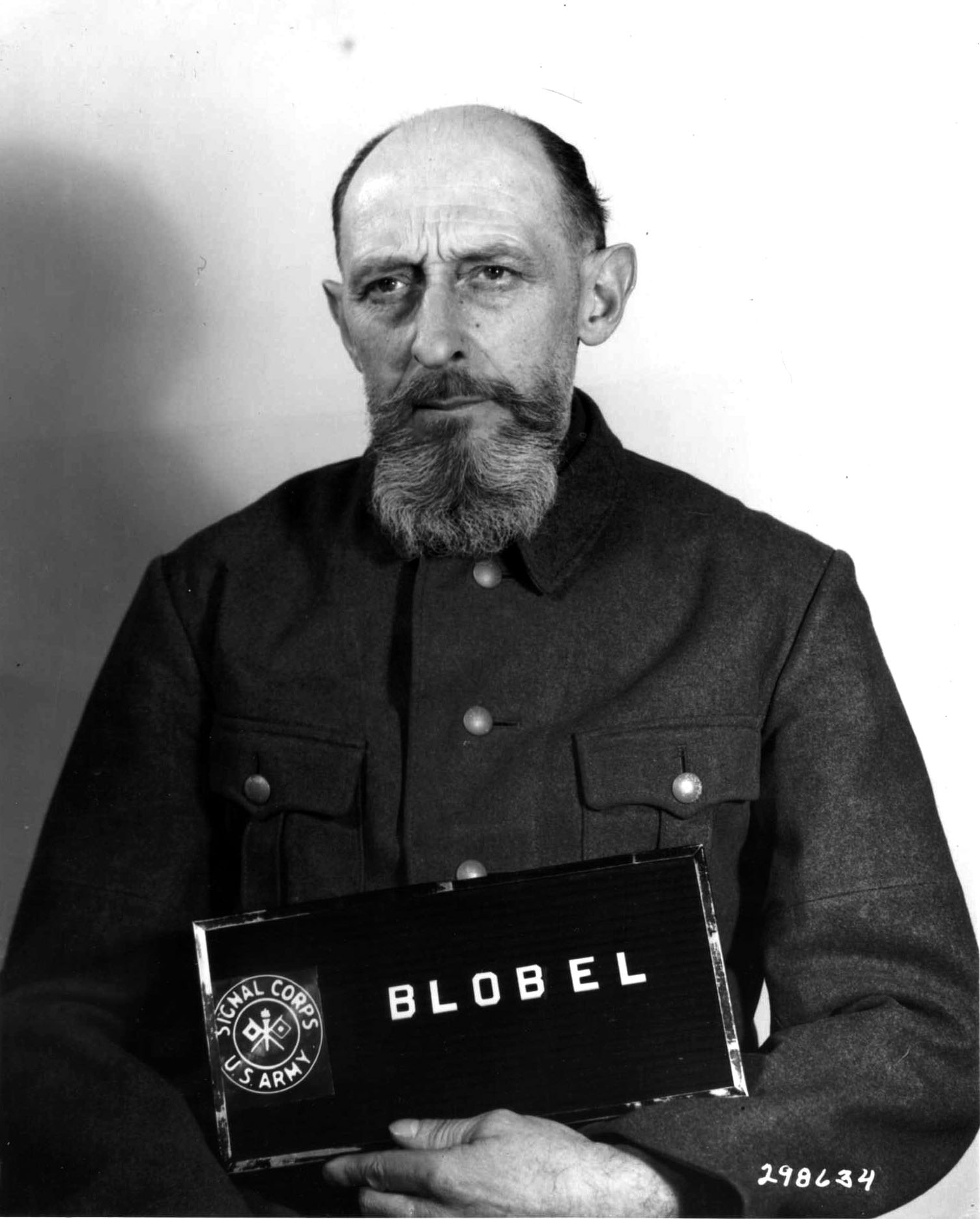
Il criminale nazista delle SS Paul Blobel

All'avvicinarsi dell'Armata Rossa, nell'agosto del 1943 i nazisti cercarono di occultare le prove del massacro. I reparti della Sonderaktion 1005 al comando di Paul Blobel impiegarono 327 prigionieri per esumare e bruciare i corpi. I prigionieri portarono a termine il compito in sei settimane.
Quelli troppo malati o troppo lenti furono fucilati sul posto. Un militare della Schutzpolizei testimoniò:
Nel novembre del 1943 fu sferrata una imponente offensiva dall'Armata Rossa sul fronte orientale con lo scopo di liberare Kiev. L'offensiva ottenne pieno successo grazie all'audace piano adottato dal generale Nikolaj Vatutin, comandante del 1° Fronte Ucraino, che sorprese le difese tedesche e permise alle forze corazzate sovietiche di avanzare rapidamente a nord e a nord-ovest di Kiev, sfruttando la piccola testa di ponte di Ljutež. Il 6 novembre 1943 Kiev era libera.

## Babij Jar, un tentativo di "rimozione" della memoria
Per molto tempo, dopo la fine della seconda guerra mondiale, la portata dei massacri di Babij Jar fu misconosciuta, anche a causa del «punto di vista interno alla storia dell'Unione Sovietica [...] dove dall'analisi della letteratura pubblicata nel paese sino alla fine degli anni ottanta è [...] che la Shoah non vi sia mai stata pensata e problematizzata come un evento centrale del XX secolo».
Babij Jar stessa nel dopoguerra «divenne il simbolo dell'atteggiamento minimalistico del governo sovietico di fronte alla catastrofe ebraica». L'atteggiamento dell'Unione Sovietica continuò ad essere minimalista anche nel 1967 con il processo in Germania a Darmstadt contro undici imputati, processati e condannati per i crimini di Babij Jar, un processo imponente con centosessantacinque testimoni, ma su cui «la stampa sovietica, malgrado si trattasse dell'episodio più significativo dello sterminio della popolazione ebraica in URSS, non diede quasi conto del dibattimento».
La volontà di "censurare" e "rimuovere" la memoria riguardante gli eccidi di Babij Jar, è messa in evidenza dallo studio condotto dalla docente italiana Antonella Salomoni dell'Università della Calabria, e pubblicato nel suo saggio L'Unione Sovietica e la Shoah. Genocidio, resistenza, rimozione del 2007. Nel suo libro la Salomoni descrive diversi "tentativi" di "censurare" la memoria da parte delle autorità sovietiche ed ucraine che per molto tempo non solo "ignorarono" il luogo fisico di Babij Jar, ma non ricordarono gli eccidi nemmeno con una semplice targa commemorativa, anche se nel 1959 il noto scrittore russo Viktor Platonovič Nekrasov «denunciava con forza come se non vi fosse nessuna lapide a ricordare il luogo in cui erano state assassinate decine di migliaia di persone». Che su Babij Jar non si dovesse assolutamente parlare, «lo comprese benissimo» anche lo scrittore ebreo Elie Wiesel, simbolo della deportazione (Auschwitz, Buna e Buchenwald) e Premio Nobel per la pace, che raccontò la sua visita negli anni sessanta a Babij Jar: Il luogo non solo non compariva in nessun itinerario di viaggio organizzato dagli enti turistici sovietici, ma secondo il rapporto che ne fa la Salomoni nel suo racconto, le guide si rifiutavano sistematicamente «persino di parlare di Babij Jar. Se insistete vi rispondono: "Non vale la pena di fare un viaggio, non c'è nulla da vedere"»; a quel tempo infatti, non c'era nessuna targa e nessun monumento, nessun "ricordo" delle 100.000 vittime sovietiche che trovarono la morte in quel luogo.
La Salomoni nel suo libro rivela che il poeta russo Evgenij Evtušenko, autore di un poema che iniziava proprio con le parole di denuncia «Non c'è nessun monumento a Babij Jar», e il compositore sovietico Dmitrij Šostakovič, che nella Sinfonia n. 13 aveva messo in musica il poema, subirono forti pressioni dalle autorità del Partito affinché rivedessero i testi.
La Salomoni fa notare che «solo a partire dal 1991, e non senza difficoltà e contraddizioni, sono stati pubblicati in Russia i primi ampi studi sulla Shoah», come è stato Il libro nero sconosciuto di Érenburg e Grossman, con aperture verso la conoscenza della Shoah in Russia e negli stati post-sovietici, con un dibattito ancora in corso e «una strada verso una piena consapevolezza di quanto accaduto e delle responsabilità individuali e collettive [che oggi] è ancora lunga».

## Testimonianze e commemorazioni
(Evgenij Evtušenko, Babi Yar, 1961)

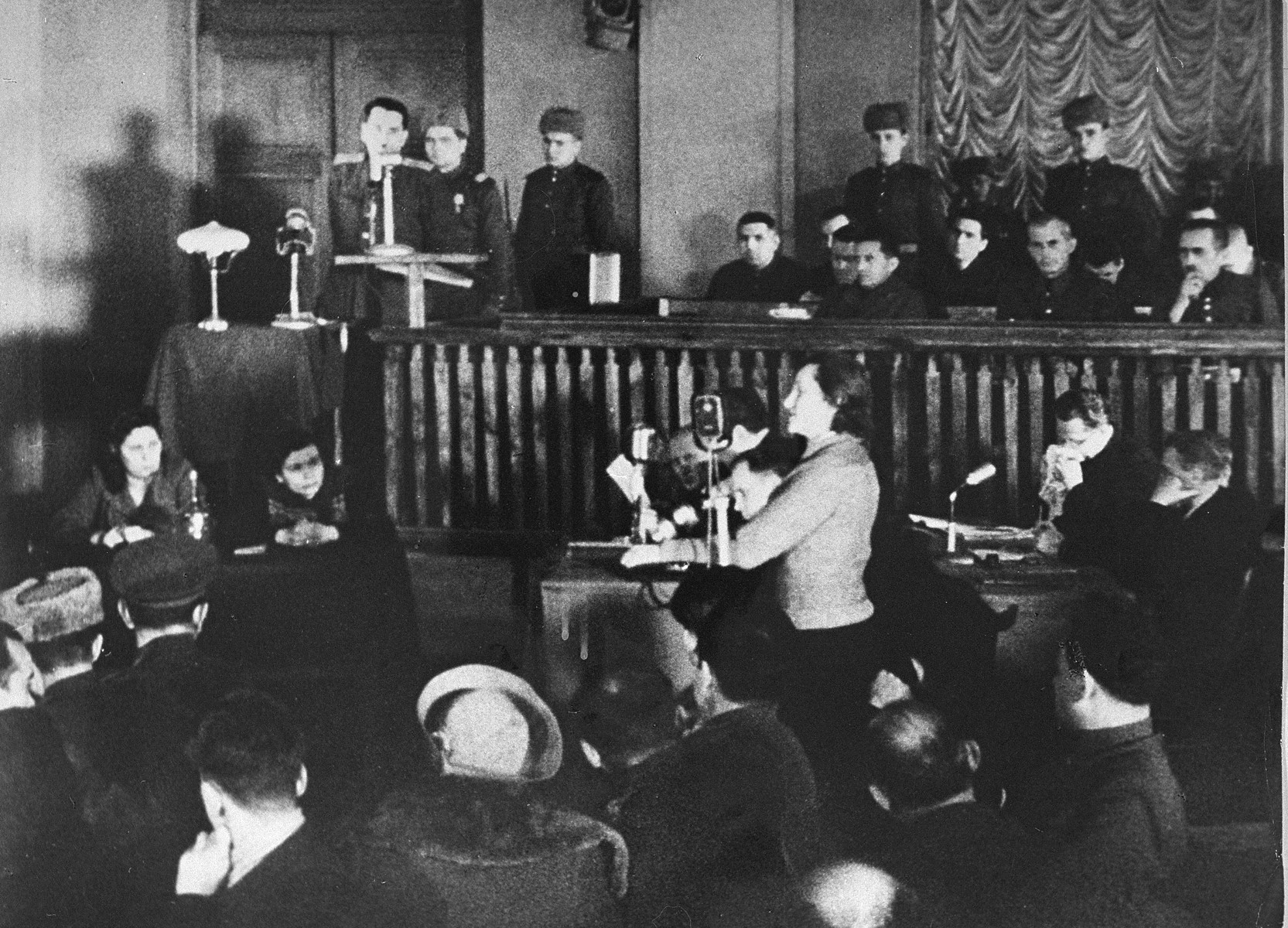
24 gennaio 1946 - Dina Mironovna Proničeva, sopravvissuta al massacro, testimone al processo di Kiev per crimini di guerra tenutosi contro i quindici responsabili della polizia tedesca durante l'occupazione

Il massacro degli ebrei a Babij Jar ispirò il poeta russo Evgenij Evtušenko a scrivere un poema di denuncia sull'antisemitismo pubblicato nel 1961. Il poema fu messo in musica l'anno seguente, dal compositore sovietico Dmitrij Šostakovič, nella Sinfonia n. 13.
Ha anche ispirato le pagine finali del romanzo L'albergo bianco (The White Hotel, 1981), scritto da Donald M. Thomas.
- Babij Jar è il titolo di un film ucraino sul massacro.
- Babij Jar si parla di Babij Jar e ci sono scene del massacro nella terza puntata della mini serie televisiva Olocausto.
- Babij Jar è un romanzo-documento di Anatolij Kuznecov. Uscito ampiamente censurato dalle autorità del Regime comunista dell'URSS, destò comunque grande interesse. Solo dopo la fuga dell'autore russo in Occidente, egli pubblicò una versione restaurata dell'opera, acclamata per la sua intrinseca forza di verità sulla strage degli ebrei.

Per ragioni politiche (la partecipazione di elementi ucraini all'eccidio) un monumento ufficiale sul sito non fu costruito fino al 1976 e comunque non vi venivano menzionati gli ebrei. Sono occorsi altri quindici anni perché venisse eretto un nuovo monumento rappresentante la menorah.
Nel 2021 è stato realizzato il documentario Babij Jar. Kontekst a partire da materiale d'archivio inedito.

## Memoria

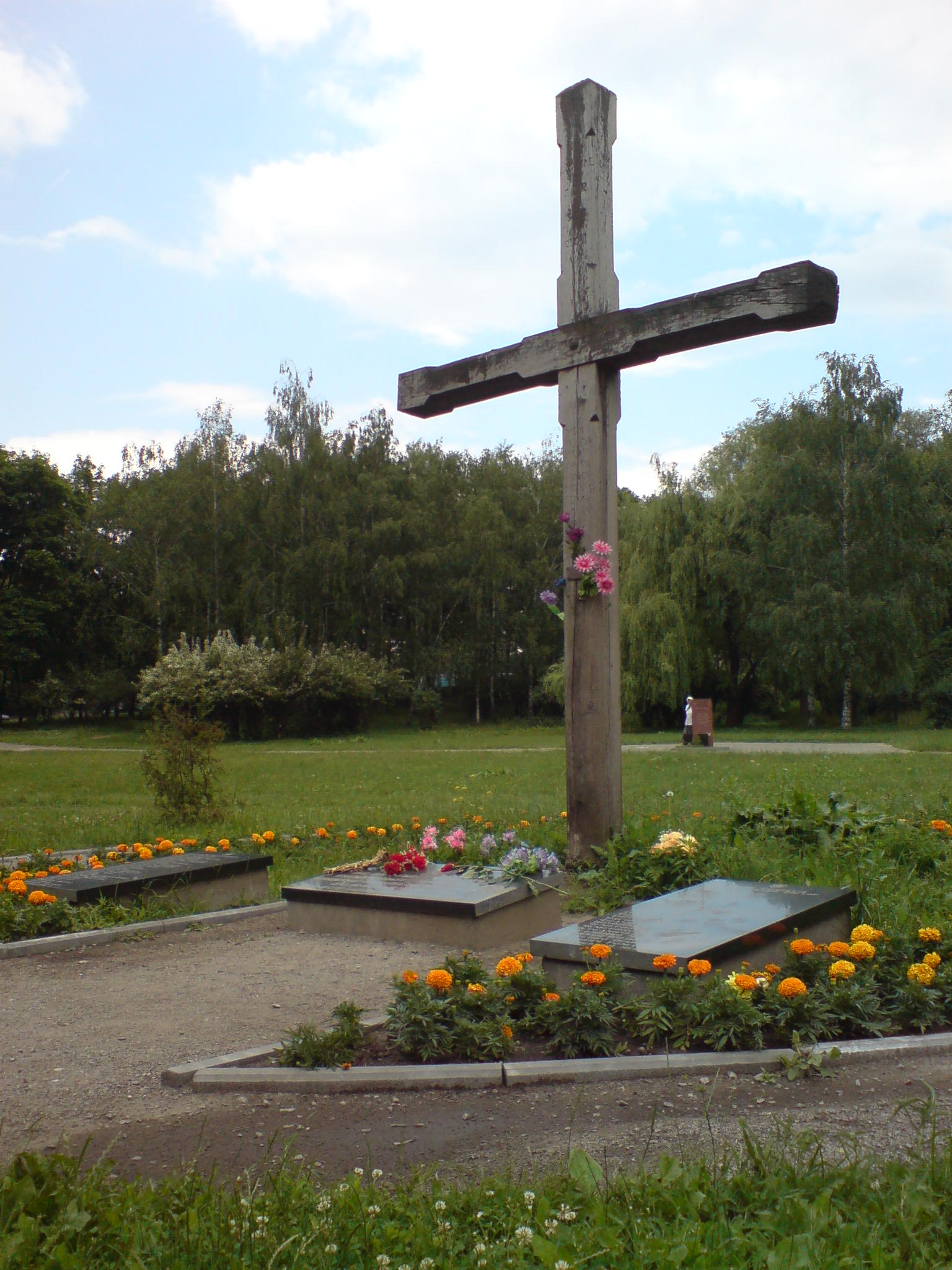
Monumento a Tatiana Markus

Il 10 dicembre 2009 è stato inaugurato dalle autorità di Kiev a Babij Jar un monumento alla ebrea «Eroina dell'Ucraina» Tatiana Markus.